# Olhos de Água (telenovela)
Olhos de Água é uma telenovela portuguesa. Foi transmitida originalmente pela TVI entre 20 de Fevereiro e 6 de Outubro de 2001, às 22h. É da autoria de Tozé Martinho, Sarah Trigoso e Cristina Aguiar, autores de outros sucessos televisivos tais como Todo o Tempo do Mundo, Vidas de Sal e Roseira Brava (as duas últimas transmitidas pela RTP1), entre outros.
Foi exibida no Brasil pela Rede Bandeirantes entre 19 de janeiro e 15 de outubro de 2004.
A novela foi reposta várias vezes: no canal RTP África, no ano de 2007; nas madrugadas da TVI, entre 9 de março e 23 de maio de 2012 - num compacto de 73 episódios -, em 2015 e, novamente, em 2018; e na TVI Ficção, entre 16 de outubro de 2012 e 26 de abril de 2013 

## Sinopse
Leonor Serra e Luísa Negrão (Sofia Alves) foram separadas à nascença. A história começa no ano de 1975, em África, mais concretamente numa fazenda em Vila Pery, Moçambique, quando a casa de um casal, Sebastião e Jacinta Torres, é incendiada.
Sebastião e Jacinta tinham ido jantar a uma fazenda próxima, a do Luís, na casa ficaram apenas as duas gémeas, filhas do casal e Tibane (Daniel Martinho), o “mainato”. Tibane consegue salvar Luísa e Leonor, mas durante a confusão perde Leonor apenas conseguindo levar Luísa para Portugal, enquanto Leonor  fica à mercê de qualquer mão, é então levada por uma mulher com dificuldades em engravidar, Angelina Serra (Cremilda Gil), também para Portugal. Alguns anos depois, Leonor e Luísa têm destinos completamente diferentes e nem sabem que existem:

 Luísa vive na casa dos Negrão, uma família rica, é gerente das empresas e nem sabe que foi adoptada. Tibane trouxe-a para aquela casa e a família decidiu fingir que a mãe de Luísa tinha morrido após a ter. O segredo é guardado pelo seu pai, Henrique Costa Negrão (Sinde Filipe), e pela tia, Natália Costa Negrão (Eunice Muñoz). É uma mulher ambiciosa, inteligente, sensata e perspicaz, que tem uma filha: Margarida Negrão Leal (Mafalda Luís de Castro). É ex-mulher de Duarte Leal (António Pedro Cerdeira), embora o amor que tem por ele prevaleça.

 Leonor tem 28 anos, tal como a sua irmã gémea, e vive numa aldeia da Serra da Lousã, com a sua mãe, Angelina. O pai já morreu. O seu ritual diário é cuidar da terra e prevê-se que case com José Maria (Joaquim Nicolau), embora não o ame.
Tudo vai mudar, quando Leonor vai à capital, e acaba por se encontrar com a sua irmã gémea, Luísa. Separadas pela distância mental, será que elas vão acabar por se entender?

## Elenco
- Sofia Alves - Luísa Negrão e Leonor Serra (Protagonistas)
- Eunice Muñoz (†) - Natália Costa Negrão (Antagonista)
- Ruy de Carvalho - Joaquim Viriato (Protagonista)
- Manuel Cavaco - Sebastião Torres / «Bicas» (Protagonista)
- Guilherme Filipe - Manuel Silveira (Antagonista)
- Rita Salema - Joana Negrão
- Sinde Filipe - Henrique Costa Negrão
- António Pedro Cerdeira - Duarte Leal
- Tozé Martinho (†) - Padre Carlos Correia
- Estrela Novais - Raquel Moreira
- Cremilda Gil (†) - Maria Angelina Serra
- André Gago - José (Zé) Cardoso Vilar
- Orlando Costa - Araújo Torres
- Delfina Cruz (†) - Irene Gonçalves
- Anita Guerreiro - Celeste Raimundo
- Pedro Lima (†) - Ricardo Falcão
- Nuno Homem de Sá - Alexandre Castro
- Ângela Ribeiro - Alzira Campos
- Benjamim Falcão - Acácio
- Paula Luís - Eduarda Rebelo
- Ruy Castelar - Edmundo Oliveira
- Nuno Távora - Jorge Dias
- Sílvia Rizzo - Ana (Anita) Maria Oliveira
- Daniel Martinho - Tibane
- Tareka (†) - Clarisse Leal
- Luísa Salgueiro - Camila
- Luís Zagalo (†) - Gaspar, também citado como Teodoro ou Escrivão
- Joaquim Nicolau - José (Zé) Maria
- Rita Stock - Carla
- Patrícia Roque - Sofia
- Pedro Cunha - Bruno
- Manuel Castro Silva - Matateu
- Gonçalo Ferreira - Jaime
- António Aldeia - Adérito (motorista dos Negrão)

Participação Especial:
- Cucha Carvalheiro - Emília
- Guida Maria (†) - Maria Jacinta Torres / Maria do Céu
- Manuel Wiborg - André
- Virgílio Castelo - Padre Eduardo

Elenco 1974:
- José Neves - Sebastião Torres (Jovem)
- Sofia Nicholson - Maria Jacinta Torres (Jovem)

Elenco Infantil:
- Mafalda Luis de Castro -  Margarida Negrão Leal
- Miguel Arruda - João Rosa
- Henrique Marques - Ernesto Sousa Negrão
- Ana Sofia Viegas - Marta

Elenco Adicional:
- Adelaide João (†) - Lurdes
- Alexandra Leite - Sara
- Alina Vaz - freira
- Almeno Gonçalves - Pedro (amigo de Alexandre)
- Ana Borges - Paula
- António Cid - Lúcio
- Carlos Lacerda - diretor do colégio
- Catarina Requeijo - Enfermeira Laurinda
- Eduardo Ferreira - Elias (ajudante de jardineiro dos Negrão)
- Elsa Galvão - freira
- Fernando Cabral (concorrente do Big Brother) - Samuel (fiscal das Finanças)
- Fernando Tavares Marques - Fragoso
- Francisca Salema - Francisca (criança voluntária do Centro)
- Francisco Brás - marido de Ilda
- Francisco Maia Nunes - Rui (filho adotivo de Anita)
- Guida Ascensão - enfermeira
- Henrique Pinho - Gilberto (polícia que ajuda Gaspar)
- Irina Mina - Inês
- Iris Reis - Arminda
- Isabel Leitão - Cecília (mãe de Eduarda)
- Joana Figueira - Ilda Sousa
- Joana Luis de Castro - filha de Joaquina
- João Afonso - Miguel (amigo de João)
- João Ferrador - Luís de Medeiros (advogado)
- João Gamboa - figuração
- Jonathan Weightman - Steve
- Jorge Estreia - Danilo (antigo amante de Daniela)
- Juan Soutullo - Rogério Tavares
- Lourdes Lima - Deolinda (moradora na aldeia da Póvoa/amiga de Angelina/irmã de ti Lurdes)
- Luciana Gabriel - Georgina
- Mara Lúcia Galinha - amiga de Margarida
- Maria da Paz - Alice (empregada de Clarisse)
- Maria Muñoz (†) - Rosa
- Mariana Norton - empregada da loja de artigos para crianças
- Marques D'Arede - Dr. Álvaro Melo Pereira
- Nelson Cabral - Rui
- Nuno Porfírio - polícia
- Olga Sotto - Joaquina (sem-abrigo)
- Paula Farinhas
- Paulo Nery - administrador
- Pedro Calvinho - homem que deixa o Sto. António na oficina de restauro
- Pedro Pinheiro - Dr. Moreira da Silva (médico de Luísa)
- Raquel Maria - Leonor (mulher que Joana e André visitam no hospício)
- Regina Paula - Joaquina (mulher que se candidata à Lavandaria de Araújo)
- Rita Tomé - Catarina
- Sandra B. - Daniela Torres
- Sandra Dias - enfermeira
- Sílvia Marques - enfermeira
- Sofia Teodoro - Diana
- Sónia Lapa - Mónica (diretora do Lar/Hospício)
- Susana Vitorino - Noémia Sousa
- ??? - Helena (dona do edifício do Centro de Apoio)
- ??? - Teresa (sócia de Duarte)
- ??? - Nelson (pai da Carlota)
- ??? - Carolina (namorada loira de Ricardo)
- ??? - Patrícia (secretária que substitui Carla)
- ??? - Alberto (pai de Eduarda)

## Banda Sonora
- Olhos de Água - Toy (Tema da Novela)
- Estou tão triste - Ana Ritta (Tema de Leonor)
- Com olhos D'Água - Dany Silva
- Sem Amor - Ana Ritta e Toy (Tema de Henrique e Natália)
- Um bairro de Lisboa (Instrumental)
- Herói das ilusões - Toy (Tema de Ricardo)
- Sou como sou - Dany Silva
- Nesse Momento - Toy
- Memórias de um desgraçado - Dany Silva
- Lê a minha carta - Toy
- Olhos de Água - Ana Ritta (Tema de Leonor)

## Audiências
No seu primeiro episódio (emitido a 20 de fevereiro de 2001), Olhos de Água registou 17,0% de rating e 42,7% de share. O último episódio, no dia 6 de outubro de 2001, Olhos de Água registou 20,7% de rating e 63,4% de share.